# Jean Pronovost
Joseph René Marcel Pronovost, född 15 juni 1930, död 26 april 2015, var en kanadensisk professionell ishockeyforward och ishockeytränare.
Pronovost tillbringade 21 säsonger i den nordamerikanska ishockeyligan National Hockey League (NHL), där han spelade för Pittsburgh Penguins, Atlanta Flames och Washington Capitals. Han producerade 774 poäng (391 mål och 383 assists) samt drog på sig 413 utvisningsminuter på 998 grundspelsmatcher.
Han spelade också för Hershey Bears i American Hockey League (AHL); Oklahoma City Blazers i Central Hockey League (CPHL) samt Niagara Falls Flyers i OHA-Jr.
Efter den aktiva spelarkarriären har han arbetat bland annat som assisterande tränare och tränare för McGill Redmen, Cataractes de Shawinigan, Rafales de Québec och Huskies de Rouyn-Noranda.
Han var bror till André Pronovost, Claude Pronovost och Marcel Pronovost och släkt med Anthony Mantha.

## Statistik
| 1963–1964      | Bruins de Victoriaville | LHJQ           | 9   | 8   | 4   | 12  | 4   | —  | —  | — | —  | —  |
| 1964–1965      | Niagara Falls Flyers    | OHA-Jr.        | 54  | 30  | 40  | 70  | 0   | 11 | 4  | 8 | 12 | 8  |
| 1965–1966      | Niagara Falls Flyers    | OHA-Jr.        | 48  | 18  | 34  | 52  | 47  | —  | —  | — | —  | —  |
| 1966–1967      | Oklahoma City Blazers   | CPHL           | 68  | 21  | 24  | 45  | 81  | 11 | 5  | 2 | 7  | 12 |
| 1967–1968      | Oklahoma City Blazers   | CPHL           | 49  | 25  | 25  | 50  | 41  | 7  | 3  | 4 | 7  | 6  |
| 1968–1969      | Pittsburgh Penguins     | NHL            | 76  | 16  | 25  | 41  | 41  | —  | —  | — | —  | —  |
| 1969–1970      | Pittsburgh Penguins     | NHL            | 72  | 20  | 21  | 41  | 45  | 10 | 3  | 4 | 7  | 2  |
| 1970–1971      | Pittsburgh Penguins     | NHL            | 78  | 21  | 24  | 45  | 35  | —  | —  | — | —  | —  |
| 1971–1972      | Pittsburgh Penguins     | NHL            | 68  | 30  | 23  | 53  | 12  | 4  | 1  | 1 | 2  | 0  |
| 1972–1973      | Pittsburgh Penguins     | NHL            | 66  | 21  | 22  | 43  | 16  | —  | —  | — | —  | —  |
| 1973–1974      | Pittsburgh Penguins     | NHL            | 77  | 40  | 32  | 72  | 22  | —  | —  | — | —  | —  |
| 1974–1975      | Pittsburgh Penguins     | NHL            | 78  | 43  | 32  | 75  | 37  | 9  | 3  | 3 | 6  | 6  |
| 1975–1976      | Pittsburgh Penguins     | NHL            | 80  | 52  | 52  | 104 | 24  | 3  | 0  | 0 | 0  | 2  |
| 1976–1977      | Pittsburgh Penguins     | NHL            | 79  | 33  | 31  | 64  | 24  | 3  | 2  | 1 | 3  | 2  |
| 1977–1978      | Pittsburgh Penguins     | NHL            | 79  | 40  | 25  | 65  | 50  | —  | —  | — | —  | —  |
| 1978–1979      | Atlanta Flames          | NHL            | 75  | 28  | 39  | 67  | 30  | 2  | 2  | 0 | 2  | 0  |
| 1979–1980      | Atlanta Flames          | NHL            | 80  | 24  | 19  | 43  | 12  | 4  | 0  | 0 | 0  | 2  |
| 1980–1981      | Washington Capitals     | NHL            | 80  | 22  | 36  | 58  | 61  | —  | —  | — | —  | —  |
| 1981–1982      | Washington Capitals     | NHL            | 10  | 1   | 2   | 3   | 4   | —  | —  | — | —  | —  |
|                | Hershey Bears           | AHL            | 64  | 35  | 31  | 66  | 18  | 5  | 1  | 1 | 2  | 0  |
| NHL totalt     | NHL totalt              | NHL totalt     | 998 | 391 | 383 | 774 | 413 | 35 | 11 | 9 | 20 | 14 |
| CPHL totalt    | CPHL totalt             | CPHL totalt    | 117 | 46  | 49  | 95  | 122 | 18 | 8  | 6 | 14 | 18 |
| OHA-Jr. totalt | OHA-Jr. totalt          | OHA-Jr. totalt | 102 | 48  | 74  | 122 | 47  | 11 | 4  | 8 | 12 | 8  |

### Internationellt
| Källa:        | Källa:        | Källa:        |         | Utv = Utvisningsminuter | Utv = Utvisningsminuter | Utv = Utvisningsminuter | Utv = Utvisningsminuter | Utv = Utvisningsminuter |
| År            | Lag           | Mästerskap    | Matcher | Mål                     | Assists                 | Poäng                   | Utv                     |                         |
| ------------- | ------------- | ------------- | ------- | ----------------------- | ----------------------- | ----------------------- | ----------------------- | ----------------------- |
| 1977          | Kanada        | VM            | 7       | 2                       | 2                       | 4                       | 0                       |                         |
| 1978          | Kanada        | VM            | 10      | 2                       | 3                       | 5                       | 0                       |                         |
| Senior totalt | Senior totalt | Senior totalt | 17      | 4                       | 5                       | 9                       | 0                       |                         |